# ميخائيل إنجلاند
ميخائيل إنجلاند (23 أغسطس 1918 في المملكة المتحدة - 25 أكتوبر 2007 في المملكة المتحدة) (بالإنجليزية: Michael England)‏ هو لاعب كريكت بريطاني. لعب مع Berkshire County Cricket Club ‏ ونادي الكريكت في جامعة أكسفورد ‏.

## وصلات خارجية
- ميخائيل إنجلاند على موقع إي آس بي آن كريك إنفو (الإنجليزية)